# Meiacanthus fraseri
Meiacanthus fraseri és una espècie de peix de la família dels blènnids i de l'ordre dels perciformes.

## Morfologia
- Els mascles poden assolir 5,4 cm de longitud total.[4][5]

## Reproducció
És ovípar.

## Hàbitat
És un peix marí de clima tropical que viu entre 4-9 m de fondària.

## Distribució geogràfica
Es troba a l'oest de l'Índic.